# Championnat d'Irlande de football 1921-1922
Navigation
Édition suivante
La saison 1921-1922 du Championnat d'Irlande de football est la 1re saison du championnat national. Après l'indépendance de l'Irlande et donc de facto après la séparation avec l'Irlande du Nord, la nouvelle fédération créée à Dublin organise un nouveau championnat.
Cette nouvelle compétition regroupe des équipes issue du nouvel État. Certains comme les Bohemians et Shelbourne ont auparavant participé au championnat d'Irlande sous l'égide de la fédération irlandaise basée à Belfast, les autres intègrent pour la première fois une compétition nationale.
Huit équipes disputent ce championnat inaugural. Toutes les équipes sont basées à Dublin. La formule est celui d'une poule unique où chaque équipe rencontre deux fois tous ses adversaires, une fois à domicile, une fois à l'extérieur.
Le championnat est remporté par le Saint James's Gate Football Club, l’équipe de Guinness. Il devance de deux points le Bohemian FC. Shelbourne prend la troisième place. Au terme de cette saison, deux équipes quittent le championnat : Francfort et YMCA.
Jack Kelly, attaquant du Saint James's Gate FC, est le meilleur buteur de la compétition avec 11 buts marqués en 14 matchs.

## Un contexte très politique

### Partition de l'Irlande, partition du football

#### IFA / FAI
Depuis 1880 le football est organisé à l'échelle de l'île d'Irlande par l'Association irlandaise de football ou IFA pour Irish Football Association. La fédération irlandaise, basée à Belfast, se repose ensuite sur des associations locales structurées au niveau des provinces, Ulster League (UFA), Leinster League (LFA) et Munster League (MFA).
La volonté irlandaise d'indépendance se traduit de facto après l'Insurrection de Pâques 1916 puis avec la Guerre d'indépendance irlandaise il va de soit que l'unité de l'organisation du football est elle aussi remise en cause. Les matchs de football sont régulièrement le reflet des oppositions politiques. En octobre 1919 à Dublin, un match caritatif organisé pour lever des fonds pour la Leinster League et opposant une sélection de joueurs de l'Ulster League à une sélection du Leinster dégénère. Des spectateurs attaquent des joueurs de l'Ulster. L'incident est suffisamment sérieux pour qu'un représentant de la LFA fasse le déplacement à Belfast pour s'excuser. Mais ces affrontements ne sont pas limités au sud massivement favorable à la partition. La demi-finale de l'Irish Cup opposant Glentoran au Belfast Celtic vire au cauchemar avec des rixes entre supporters. Commencée avec des drapeaux et des hymnes nationalistes, la partie se termine avec des coups de feu. Le Belfast Celtic est suspendu de la compétition à la suite de ce match
La scission initiale est due à trois facteurs : 
1. la décision de l'IFA de refuser de jouer des matchs à Dublin invoquant des problèmes de sécurité. Le taux de mortalité à Dublin était probablement inférieur à celui de Belfast pendant la guerre d'indépendance et la guerre civile. La ville de Dublin n'était pas très sûre mais elle l'était certainement plus que Belfast à la même époque. Il faut se rappeler par exemple que la finale de la Garrison Cup de l'armée britannique a eu lieu à Dalyer et que Lansdowne Road a accueilli un match international de rugby entre l'Irlande et l'Écosse. Les deux événements se sont déroulés sans incident.
2. une dispute à propos du déploiement du drapeau tricolore irlandais dans la foule lors d'un match international amateur à Paris.
3. la décision de forcer Shelbourne FC à rejouer une demi-finale de la Coupe d'Irlande contre Glenavon à Belfast après que le match nul initial ait été joué dans cette ville refusant d'appliquer alors la règle de l'alternance.

La Leinster League sert de base à la création d'une nouvelle fédération, la Fédération d'Irlande de football (FAI). Elle est basée à Dublin. Cette nouvelle fédération ne comprend pas encore le Munster car depuis sa création en 1900, la Munster League est traditionnellement sous l'influence des garnisons de soldats britanniques très nombreuses à stationner dans la province. Il faudra attendre 1922 pour que le Munster intègre la FAI. A l'opposé, la Falls District League, une organisation locale des quartiers ouest de Belfast adhère elle à la FAI.
Le 1er juin 1921, lors de l'assemblée générale annuelle de la Leinster league, une majorité écrasante des membres du comité décide de se séparer de l'IFA et devenir un organe indépendant. En août 1921, la Ligue d'Irlande, organisme découlant de la fédération mais agissant à titre privé est créé pour organiser le nouveau championnat. Le 18 septembre 1921, la veille de l'ouverture du championnat, la FAI annonce la création de la Coupe de l'État Libre d'Irlande.

### la remise en cause du football association
La quatorzième et dernière journée du championnat se déroule le 21 décembre 1921 alors même qu'ont lieu les discussions au Dáil Éireann autour du traité anglo-irlandais avant son vote à l'Assemblée prévu en janvier suivant. Ce traité donne naissance à l' État Libre d'Irlande. La création du nouvel État se traduit par toute une série de réflexions sur l'avenir de la société en Irlande y compris le devenir du football, ce Garrison Game en provenance de l'Angleterre colonisatrice et concurrent direct du football gaélique "purement" irlandais. La question de la possible abolition du Football Association est clairement posée dans la presse dublinoise.
A contrario de la position de l'IFA qui interdit la pratique du football le dimanche, la nouvelle fédération, elle, les autorisent. Cela accentue l'opposition avec la GAA qui joue aussi ses matchs le dimanche. La popularité du football au début des années 1920 est alors perçue comme une grave offense pour les membres de la GAA.
Le Gouvernement lui aussi joue son rôle dans la discrimination des sports étrangers en mettant en place une taxe, les Entertainments Taxes, pour tous les sports sauf les sports gaéliques.

## Les 8 clubs participants
L'ensemble des clubs participants au championnat sont situés à Dublin.
Les clubs qui participent au premier championnat sont de différents plans. Deux ont participé au championnat d'Irlande organisé par l'IFA à Belfast, le Shelbourne Football Club et le Bohemian Football Club. Ce sont les deux grands clubs de la nouvelle capitale avec la plus grosse expérience.
Viennent ensuite les clubs des grandes entreprises dublinoises Saint James's Gate Football Club qui est le club de la grande brasserie Guinness et Jacob's Football Club qui celui d'une fabrique de biscuits.
Enfin, des clubs avec des implantations locales de différents quartiers de l'est et du sud de la ville.
Mais cette première édition du championnat ne regroupe pas forcément les meilleurs clubs de l'État Libre d'Irlande. Les villes de province ne sont pas représentées, nombre de clubs dublinois bien établis non plus. Ces clubs privilégient encore les championnats provinciaux que sont la Leinster Senior League ou la Munster Senior League. Ainsi les Shamrock Rovers sont parmi les grands absents de cette première édition.
| \| Bohemian Shelbourne YMCA Dublin Utd Frankfort Saint James's Gate Jacob's Olympia \| Localisation des clubs dublinois. |
| Bohemian Shelbourne YMCA Dublin Utd Frankfort Saint James's Gate Jacob's Olympia                                         |

| Équipe                           | Ville                 | Manager | Stade            | Capacité | Fondation |
| -------------------------------- | --------------------- | ------- | ---------------- | -------- | --------- |
| Bohemian Football Club           | Dublin (Phibsborough) |         | Dalymount Park   |          | 1890      |
| Dublin United Football Club      | Dublin (Donnybrook)   |         | Beech Hill       |          |           |
| Frankfort Football Club          | Dublin (Crumlin)      |         | Rutland Avenue   |          | 1900      |
| Jacob's Football Club            | Dublin (Drumcondra)   |         | Richmond Road    |          |           |
| Olympia Football Club            | Dublin Inchicore      |         | Bellevue Lodge   |          |           |
| Saint James's Gate Football Club | Dublin (Crumlin)      |         | St. James's Park |          | 1902      |
| Shelbourne Football Club         | Dublin (Ringsend)     |         | Shelbourne Park  |          | 1895      |
| YMCA Football Club               | Dublin (Sandymount)   |         | Claremount Road  |          | 1893      |

## Organisation
Le championnat d'Irlande est une pièce de la saison de football dans le nouvel État Libre d'Irlande. Cette saison s'organise autour de trois compétitions principales disputées à l'échelle du nouveau pays et de deux compétitions provinciales.
Au niveau national :
- Le championnat se déroule du 19 septembre au 21 décembre 1921
- La Coupe d'Irlande du 14 janvier au 8 avril 1922
- Le League of Ireland Shield, l'ancêtre de la Coupe de la Ligue d'Irlande, est à cheval sur ces deux compétitions de décembre à avril.

Au niveau provincial, les compétitions sont gérées par la Leinster Senior League qui organise son championnat et sa coupe. Les équipes qui disputent le championnat jouent aussi la Leinster League ou un championnat local comme la Dublin League engageant le plus souvent une deuxième équipe différente de celle de l'épreuve principale.
Le championnat se déroule en quatorze journées. Les huit équipes participantes se rencontrent deux fois, une fois sur son terrain, une fois sur le terrain de son adversaire.

## Compétition

### Première journée
La première journée du championnat nouvellement créé se déroule le 19 septembre 1921. Lors de cette journée, seuls trois matchs ont lieu, le quatrième entre Olympia et Jacob's est reporté.

### Quatorzième journée
La dernière journée propose ce que l'on pourrait appeler une finale. Les deux premiers du championnat s'opposent à Dolphin's Barn. Saint James's Gate FC l'emporte 1-0 sur le Bohemian FC et remporte ainsi le premier titre de l'histoire de l'Irlande indépendante. Le St James's Park est plein à craquer pour voir son équipe l'emporter. Les recettes sont très importantes, £130, ce qui constitue un record. Comme élément de comparaison, il s'agit d'une somme plus importante que celle récoltée lors de tous les matchs qui se sont disputés la même semaine à Belfast.

### Classement
| Rang | Équipe                | Pts | J  | G  | N | P  | Bp | Bc | Diff |
| ---- | --------------------- | --- | -- | -- | - | -- | -- | -- | ---- |
| 1    | Saint James's Gate FC | 23  | 14 | 11 | 1 | 2  | 31 | 8  | +23  |
| 2    | Bohemian FC           | 21  | 14 | 10 | 1 | 3  | 35 | 13 | +22  |
| 3    | Shelbourne FC         | 18  | 14 | 8  | 2 | 4  | 31 | 21 | +10  |
| 4    | Olympia FC            | 14  | 14 | 5  | 4 | 5  | 20 | 21 | -1   |
| 5    | Jacob's FC            | 12  | 14 | 4  | 4 | 6  | 23 | 27 | -4   |
| 6    | Frankfort FC          | 11  | 14 | 3  | 5 | 6  | 22 | 32 | -10  |
| 7    | Dublin United         | 10  | 14 | 5  | 0 | 9  | 25 | 39 | -14  |
| 8    | YMCA FC               | 3   | 14 | 0  | 3 | 11 | 17 | 43 | -26  |

|  | Champion d'Irlande |
|  | Relégation         |

### Résultats
| Résultats (▼dom., ►ext.)                                   | BOH | DUB | FRA | JAC | OLY | SJG | SHE | YMC |
| Bohemian FC                                                |     | 4-2 | 0-0 | 2-0 | 1-0 | 1-2 | 2-0 | 5-0 |
| Dublin United                                              | 2-5 |     | 6-0 | 3-1 | 0-3 | 2-0 | 1-2 | 3-2 |
| Frankfort FC                                               | 1-3 | 5-0 |     | 3-0 | 3-3 | 2-1 | 0-4 | 4-4 |
| Jacob's FC                                                 | 1-3 | 4-0 | 4-1 |     | 2-1 | 0-0 | 1-4 | 3-1 |
| Olympia FC                                                 | 1-3 | 2-0 | 1-1 | 2-2 |     | 0-4 | 1-1 | 2-1 |
| Saint James's Gate FC                                      | 1-0 | 5-1 | 2-0 | 4-2 | 0-1 |     | 4-1 | 2-0 |
| Shelbourne                                                 | 2-1 | 2-3 | 3-1 | 1-1 | 3-1 | 0-2 |     | 4-1 |
| YMCA FC                                                    | 1-5 | 2-4 | 1-1 | 2-2 | 0-2 | 0-2 | 2-4 |     |
| - Victoire à domicile - Match nul - Victoire à l'extérieur |     |     |     |     |     |     |     |     |

## Sources
- (en) Alex Graham, Football in the Republic of Ireland : a Statistical Record 1921–2005, Soccer Books Ltd, novembre 2005, 142 p. (ISBN 978-1862231351).
- (en) Neal Ganham, Association football and society in pre-partition Ireland, Belfast, Ulster Historical Foundation, 2004, 260 p.
- (en) Cormac Moore, The Irish soccer split, Cork, Atrium, 2015, 312 p. (ISBN 978-1-78205-152-7)